# NGC 2445
NGC 2445 is een ringvormig sterrenstelsel in het sterrenbeeld Lynx. Het hemelobject werd op 18 januari 1877 ontdekt door de Franse astronoom Édouard Jean-Marie Stephan.

## Synoniemen
- UGC 4017
- MCG 7-16-17
- ZWG 206.24
- Arp 143
- VV 117
- IRAS 07435+3908
- PGC 21776